# Bruce Greenwood

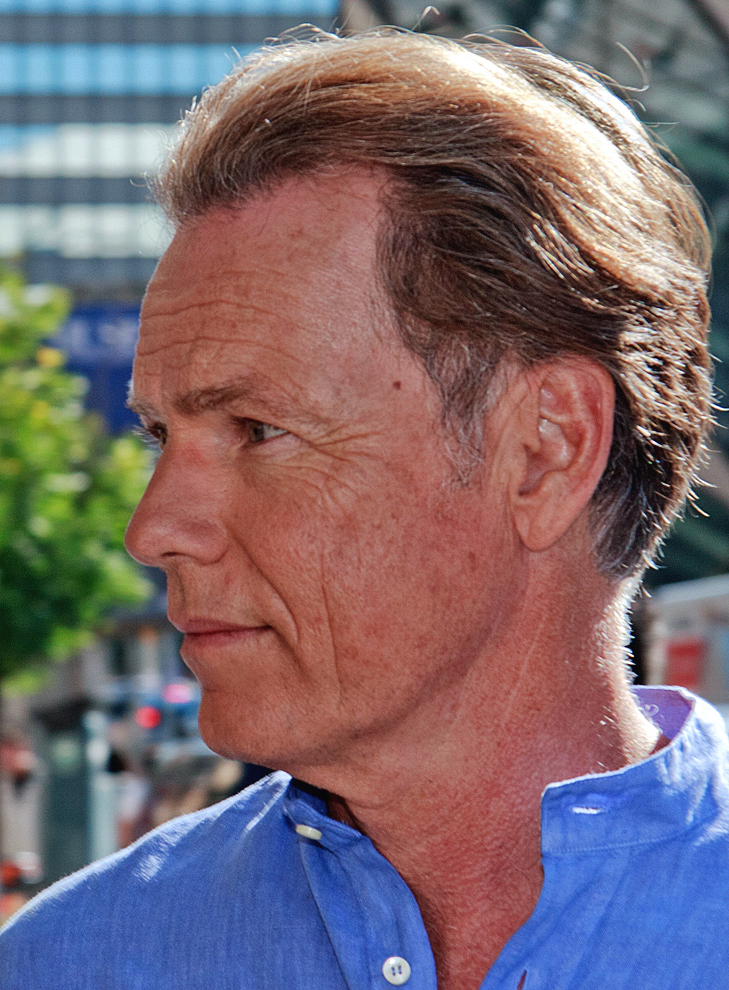
Bruce Greenwood beim Toronto International Film Festival 2010

Stuart Bruce Greenwood (* 12. August 1956 in Noranda, Québec) ist ein kanadischer Schauspieler.

## Leben
Bruce Greenwood war in seiner Jugend ein ausgezeichneter Skiläufer und verbrachte deshalb Teile seiner Schulzeit im Internat in Zürich. Im Alter von 16 Jahren erlitt er eine schwere Knieverletzung, die Leistungssport unmöglich machte. Auf Wunsch seiner Eltern studierte er an der University of British Columbia. Das Studium brach Greenwood aber nach drei Jahren ab, um sich der Schauspielerei zu widmen. So ließ er sich an der American Academy of Dramatic Arts in New York und an der London Central School of Speech and Learning zum Schauspieler ausbilden.
Seine erste Rolle im Kino spielte Greenwood 1979 in Die Bäreninsel in der Hölle der Arktis. Drei Jahre später war er in Rambo mit Sylvester Stallone zu sehen. Wie dort, wird Greenwood meist für Nebenrollen besetzt. Zu seinen wenigen Hauptrollen gehört die Darstellung des Francis Brown in Exotica (1994) und die Verkörperung des Billy in Das süße Jenseits (1997), beides unter der Regie von Atom Egoyan. Außerdem hatte er in dem Film Der Traum der Beach Boys (1990) die Charakterrolle des Dennis Wilson inne. Im Thriller Doppelmord (1999) spielt er den zentralen Antagonisten, einen manipulativen Ehemann. Für Roger Donaldson stellte er in Thirteen Days (2000) Präsident John F. Kennedy während der Kubakrise dar.
Des Weiteren ist Bruce Greenwood auch als Fernsehschauspieler tätig. So spielte er Hauptrollen in den Serien Nowhere Man – Ohne Identität!, Chefarzt Dr. Westphall und Unter der Sonne Kaliforniens.
Im elften und zwölften Star-Trek-Kinofilm jeweils unter der Regie von J. J. Abrams spielte Greenwood die Rolle von Captain (später Admiral) Christopher Pike, dem Mentor und Vorgänger von Captain Kirk als Kommandant der Enterprise. Er übernahm 2012 auch die Hauptrolle des Emmet Cole in der kurzlebigen ABC-Thriller-Serie The River. Im selben Jahr war er außerdem in einer Nebenrolle in Robert Zemeckis’ Drama Flight zu sehen.
2017 spielte er den Ehemann der Hauptfigur in der Stephen-King-Verfilmung Das Spiel.
Bruce Greenwood wird in den deutschen Versionen seiner Filme vorwiegend von Oliver Stritzel synchronisiert.
Greenwood ist seit 1985 mit Susan Devlin verheiratet. Das Paar hat eine Tochter.

## Filmografie (Auswahl)
- 1977–1978: Strandpiraten (The Beachcombers, Fernsehserie, 2 Folgen)
- 1979: Die Bäreninsel in der Hölle der Arktis (Bear Island)
- 1982: Rambo (First Blood)
- 1986: Nanga Parbat (The Climb)
- 1986: The Bikini Shop (The Malibu Bikini Shop)
- 1987: Matlock (Fernsehserie)
- 1987: Jake und McCabe – Durch dick und dünn (Jake and the Fatman, Fernsehserie)
- 1988: FBI: Mörder (In the Line of Duty: The FBI Murders)
- 1989: Wilde Orchidee (Wild Orchid)
- 1989: Sweet Nothing (Another Chance)
- 1989: The Spy (Spy)
- 1990: Der Traum der Beach Boys (Summer Dreams: The Story of the Beach Boys)
- 1990: Harry und Davy (The Little Kidnappers)
- 1991: Brattigan – Reporter mit Biss (Dead End Brattigan)
- 1991: Twilight
- 1991: Perfect Crimes
- 1991–1992: Unter der Sonne Kaliforniens (Knots Landing, Fernsehserie)
- 1992: Passagier 57 (Passenger 57)
- 1993: Rio Diablo
- 1993: Weit draußen lauert der Tod (Adrift, Fernsehfilm)
- 1994: Das Mädchen aus der Stadt (Road to Avonlea, Fernsehserie)
- 1994: Exotica
- 1994: Ein Herz für mein Baby (Heart of a Child)
- 1994: Bittersüsse Vergeltung (Bitter Vengeance)
- 1994: Labyrinth der Liebe (Treacherous Beauties)
- 1994: Future Lover
- 1995: Killing Dreams (Dream Man)
- 1995: Naomi & Wynonna: Love can build a bridge
- 1995: Die Verblendeten (Dazzle, Fernsehfilm)
- 1995: Danielle Steele – Gesegnete Umstände (Mixed Blessings, Fernsehfilm)
- 1995–1996: Nowhere Man – Ohne Identität! (Nowhere Man, Fernsehserie)
- 1997: Das süße Jenseits (The Sweet Hereafter)
- 1997: Gegner aus Liebe (Tell Me No Secrets, Fernsehfilm)
- 1997: Ein Vater zuviel (Fathers’ Day)
- 1998: Dich kriegen wir auch noch! (Disturbing Behavior)
- 1998: Courage – Der Mut einer Frau (The Color of Courage, Fernsehfilm)
- 1999: The Last Bandit (Thick as Thieves)
- 1999: Doppelmord (Double Jeopardy)
- 1999: The Lost Son
- 1999: Der himmlische Plan (The Soul Collector, Fernsehfilm)
- 2000: Rules – Sekunden der Entscheidung (Rules of Engagement)
- 2000: Thirteen Days
- 2000: Hide and Seek (Cord)
- 2000: Here on Earth
- 2001: Haven
- 2002: The Magnificent Ambersons
- 2002: Below
- 2002: Ararat
- 2002: Stürmische Liebe – Swept Away (Swept Away)
- 2002: The Sleepwalker Project (Fernsehserie)
- 2003: The Republic of Love
- 2003: The Core – Der innere Kern (The Core)
- 2003: Hollywood Cops (Hollywood Homicide)
- 2004: I, Robot
- 2004: Being Julia
- 2004: The Riverman
- 2004: Meltdown – Kernschmelze (Meltdown, Fernsehfilm)
- 2004: The Life
- 2005: Mein Freund Mee Shee (Mee-Shee: The Water Giant)
- 2005: Capote
- 2005: Im Rennstall ist das Zebra los (Racing Stripes)
- 2005: Mit Herz und Hand (The World’s Fastest Indian)
- 2006: Déjà Vu – Wettlauf gegen die Zeit (Déjà Vu)
- 2006: Antarctica – Gefangen im Eis (Eight Below)
- 2006: Das Geheimnis der Meerjungfrau (The Mermaid Chair)
- 2007: I’m Not There
- 2007: John from Cincinnati
- 2007: Rexx, der Feuerwehrhund (Firehouse Dog)
- 2007: Das Vermächtnis des geheimen Buches (National Treasure: Book of Secrets)
- 2008: Virus – Der Tod kennt keine Grenzen (The Summit)
- 2008: Cyborg Soldier – Die finale Waffe (Cyborg Soldier)
- 2009: Star Trek
- 2009: Ein Hund namens Weihnachten (A Dog named Christmas, Fernsehfilm)
- 2009: Maos letzter Tänzer (Mao’s Last Dancer)
- 2010: Barney’s Version
- 2010: Dinner für Spinner (Dinner for Schmucks)
- 2010: Auf dem Weg nach Oregon (Meek’s Cutoff)
- 2011: Super 8
- 2011: Cell 213
- 2011: Donovans Echo
- 2012: The River (Fernsehserie)
- 2012: The Place Beyond the Pines
- 2012: Flight
- 2013: Star Trek Into Darkness
- 2013: The Challenger
- 2013: Slogans – And now a Word from our Sponsor (And Now a Word from Our Sponsor)
- 2013: Lost Suck
- 2013: Westside
- 2013: Devil’s Knot – Im Schatten der Wahrheit (Devil’s Knot)
- 2014: Endless Love
- 2014: The Captive
- 2014: Elephant Song
- 2014: Wildlike
- 2014: Good Kill – Tod aus der Luft (Good Kill)
- 2015: Der Moment der Wahrheit (Truth)
- 2015: Väter und Töchter – Ein ganzes Leben (Fathers and Daughters)
- 2016: Spectral
- 2016: Gold – Gier hat eine neue Farbe (Gold)
- 2016: American Crime Story (10 Folgen)
- 2017: Kingsman: The Golden Circle
- 2017: Kodachrome
- 2017: Das Spiel (Gerald’s Game)
- 2017: Die Verlegerin (The Post)
- 2017: The Secret Man (Mark Felt: The Man Who Brought Down the White House)
- 2017: Dirty Dancing (Fernsehfilm)
- 2018–2023: Atlanta Medical (The Resident, Fernsehserie)
- 2019: Doctor Sleeps Erwachen (Doctor Sleep)
- 2019: Lie Exposed
- 2020: I Know This Much Is True (Miniserie, 2 Episoden)
- 2020: Batman: Death in the Family (Sprechrolle)
- 2023: Der Untergang des Hauses Usher (The Fall of the House of Usher, Fernsehserie)

## Auszeichnungen
- 1995 wurde Greenwood für seine Gastrolle in der Fernsehserie Das Mädchen aus der Stadt mit einem Gemini Award ausgezeichnet. In den Jahren 1992 und 2001 wurde er für diesen Preis nominiert.
- 1997 und 2005 erhielt er Nominierungen bei den Genie Awards für Das süße Jenseits und Being Julia.
- 2001 gewann er bei den Satellite Awards für Thirteen Days als Bester Nebendarsteller.
- Bei den Screen Actors Guild Awards 2006 wurde er für Capote in der Kategorie Bestes Schauspielensemble nominiert.
- 2011: ACTRA Award[2]